# Célina Ramsauer
Célina Ramsauer, née le 4 septembre 1976 dans le canton du Valais (Suisse), est une auteure, compositrice, interprète, accordéoniste, comédienne et productrice suisse.
Elle est active depuis son plus jeune âge dans le domaine de la musique. Elle a réalisé 9 albums et s'est produite en concert dans une centaine de pays,.

## Famille et débuts (1976 - 1994)
Célina Ramsauer naît  le 4 septembre 1976 dans le canton du Valais (Suisse). Ses parents, Stella et Rudy Ramsauer, un couple suisse, ont eu quatre enfants (Célina étant la deuxième). Son grand-père maternel, Alphonse Clavien, passionné d'accordéon, lui offre son premier accordéon qu'elle appelle Léon à l'âge de 4 ans,. Après avoir suivi des cours chez un accordéoniste de son village, elle poursuit son apprentissage en autodidacte.
Dès l’âge de 7 ans, elle se met à interpréter des chansons françaises dans des bistros de Suisse romande, pendant que son grand-père y livre son vin. À 11 ans, elle se produit sur sa première grande scène, lors du spectacle d’ouverture des Championnats du monde de ski alpin, le 6 février 1987 à Crans-Montana. Elle y interprète le rôle du Petit Prince ainsi que quelques chansons.
En 1988, son plus jeune oncle subit un grave accident de la route. Cet événement incite Célina, alors âgée de 12 ans, à écrire sa première chanson.
À 13 ans, elle devient sociétaire de la SUISA et y dépose une première chanson. Elle refuse une proposition d’intégrer un conservatoire, « par peur de se sentir à l’étroit ». Son premier album, « À Vous », est publié sur cassette audio en 1994,. Elle commence des études d'architecture et obtient en 1996 son certificat fédéral de capacité (CFC) de dessinatrice, section architecture. À partir de ce moment-là, Célina décide de ne plus faire d'animation et d'arrêter le dessin pour se consacrer uniquement à la scène avec ses propres spectacles et compositions. Elle fonde sa propre société de production et d’édition, ANILEC, à 18 ans.
De 1984 à 1994, Célina Ramsauer se produit dans des cafés et petits festivals de Suisse romande, interprétant des reprises de chansons françaises. Son répertoire inclut de plus en plus de ses propres morceaux.

## Premiers voyages et premières tournées (1994 - 2000)
En 1994, elle commence à se produire sur ses premières scènes à l'étranger. Elle commence en Belgique, enchaîne avec une tournée en 1994 dans les Émirats arabes unis, puis à Dubaï. Son activité se poursuit ensuite avec une quarantaine de concerts annuels à l'étranger.
C'est en 1999 à Montréal qu'elle rencontre Dan Behrman, de l’agence Équipe Spectra, qui deviendra son premier manager pour l’Amérique du Nord. En 2000, il lui permettra de se produire, entre autres, aux Francofolies de Montréal, ainsi qu'à la salle du Lion d’Or.
Alors qu'elle effectue sa première tournée au Québec, le Consul suisse l'engage après l'avoir vue se produire au Lion d’Or de Montréal. Par la suite, plusieurs ambassades et consulats suisses lui demanderont de venir jouer dans leurs pays, avec comme collaborateurs le DFAE (Département Fédéral des Affaires Etrangères), des sponsors et des partenaires locaux. Cette période marque aussi les débuts de ses performances dans plusieurs Alliances Françaises,.
Célina Ramsauer se produit alors sur scène en solo voix-accordéon, avec ses propres musiciens (Martin Chabloz, Steve Grant et Laurent Poget) ou avec des musiciens locaux. Elle se produit sur les scènes d'environ 100 pays, incluant : L’Olympia (Paris), Les Francofolies de Montréal, Stade de Suisse (Berne), Centre National des Arts (Ottawa, Canada), Moods (Zurich), Palais des Congrès (Paris), Festival de Sibiu (Roumanie), Musée de la Nation (Lima), Festival de la chanson francophone (Plovdiv, Bulgarie), Hôtel de Ville de Paris, Romanfabrik (Francfort), Opéra de Hanoï (Vietnam), Qatar National Theater (en), Museo de Jerico (Medelin, Colombie), le Centre National de Yaoundé (Cameroun) et le Centre National de Lima (Pérou).
Les continents sur lesquels elle s'est produite sont les suivants: l'Afrique (Ghana, Cameroun, Kenya, Afrique du Sud), l'Amérique du Nord (Atlanta, Chicago, Montréal, New York, Washington), l'Amérique du Sud (Brésil, Pérou, Équateur, Colombie, Panama, Costa Rica et Salvador), l'Asie (Hong Kong, Manille, Shanghai, Macao, Inde), le Moyen-Orient (Qatar) et l’Europe (Allemagne, Belgique, Bulgarie, Espagne, Italie, France). Au cours de sa carrière, elle donne peu de concerts en France.

## Tournées et projets internationaux (2001 - 2011)
En 2001, Célina Ramsauer est élue pour représenter la Suisse aux 4es jeux de la Francophonie à Ottawa et Hull en Amérique du Nord. Elle se produit au Centre National des Arts d’Ottawa. La même année, elle donne des concerts lors de sa tournée en Amérique du Nord, accompagnée de deux musiciens : Alain Kummer (Suisse) et Etienne Compaoré (Burkina Faso). Ils se produisent notamment au Festival Franco-Ontarien sur la scène de l’Astrolabe avec d’autres artistes tels Rachid Taha, Cesária Évora, Daniel Boucher et Youssou N'Dour.
En 2003, elle écrit des chansons avec, pour inspiration première, les témoignages de personnes en situation de handicap, desquels elle retient surtout la souffrance liée aux regards extérieurs sur le handicap. Dans ce contexte, elle écrit le morceau « Ensemble » et prépare un spectacle et un album avec pour nom « Ensemble, au-delà des frontières ». Cet album comprend des collaborations avec des artistes comme Pierre Barouh, Zoé Eggs ou encore le comédien Bernard Verley.
En 2004, le premier secrétaire général de la Francophonie et ancien secrétaire général des Nations unies, Boutros Boutros-Ghali, indique à Célina Ramsauer que son titre Ensemble est en adéquation avec les valeurs que l’Organisation internationale de la francophonie (OIF) défend.
En 2007, à Paris, le réalisateur Christophe Battaglia réarrange le titre Ensemble. Le nouvel arrangement comporte les voix de Georges Seba, ainsi que du Chœur Gospel de Paris.
En 2008, le deuxième secrétaire général, Abdou Diouf accrédite officiellement son titre « Ensemble » comme étant l'hymne à la Francophonie. À l’occasion du 1er congrès de l’AIFBD à Montréal, Célina Ramsauer présente en avant-première, le titre et son concept.
En 2010, à l’occasion des 40 ans de l’OIF, Célina Ramsauer interprète Ensemble à l’hôtel de ville et à l’Élysée de Paris,,. Elle diffuse ensuite le titre gratuitement via l'OIF, sur divers médias francophones. Elle met également en place un site consacré à la richesse de la diversité.
Dès 2011, elle donne à nouveau davantage de concerts en Suisse, se produisant aussi dans des pièces de théâtre et de théâtre musical. Cette même année, elle donne naissance à l'Association « Ensemble », qui vise à promouvoir la diversité. Elle organise une manifestation annuelle portant le nom « Ensemble, Riches de nos différences », qui vise à « rassembler toutes les personnes désireuses de bien vivre « Ensemble » ». Cette manifestation promeut l’interculturalité, le respect, l’éducation, la non-violence à des fins de développement durable.

## Depuis 2020

### Production discographique
Le Best Of de Célina Ramsauer publié tout d’abord en numérique seulement (confinement Covid oblige) par Space Disques a fait l’objet d’une sortie en CD Digipack en octobre 2021 et suscité quelques retombées médiatiques (FrancoFans, Le JDS…). Il comporte une sélection de 21 titres parmi les plus représentatifs de son répertoire et de son écriture, auxquels s’ajoute - uniquement sur la version numérique - la chanson inédite « Faudrait qu’on s’en souvienne » (référence au confinement Covid et à la résilience) publiée en single début juillet 2020.
Célina, dont l’activité scénique s’est considérablement réduite pendant la crise sanitaire, met à profit ce temps libéré pour préparer un nouvel album studio (son neuvième), intitulé « En chemin ».  Le disque – paru tout d’abord en avant-première en Suisse le 1er juin 2022 avant sa sortie en France et pays francophones en automne 2022 – fait référence au cheminement, celui né durant la pandémie mais aussi aboutissement d’un perpétuel questionnement sur nos comportements, nos attentes, nos envies, les promesses d’un avenir meilleur qui tarde à se réaliser, la croyance en l’essentiel, en la résilience, aux nouvelles générations en chemin. Les 10 chansons de l’album traduisent aussi une pause entre hier et demain, une introspection sur sa vie d’artiste, de femme qui avance avec toujours sa rage de vivre, de repousser ses limites.
Deux premières chansons de l’album ont tour à tour été publiées en 2021 : « Tu pourras » le 9 juin puis « De belles histoires » le 7 juillet. Une troisième, « En chemin », qui donne son nom à l’album, sortira en single en janvier 2023, appuyée par un vidéoclip réalisé par Yves Legrain Crist.

### Côté scène
Depuis la reprise des activités après la crise du Covid qui a sérieusement affecté le secteur artistique, Célina Ramsauer a développé plusieurs spectacles. Elle s’est illustrée en 2021 avec « On n’est pas si ringards », un spectacle teatro-comico-musical avec le violoniste Anthony Fournier et l’accordéoniste Yves Moulin, dans lequel trois univers - le classique, la musique populaire et la chanson à texte - s’interpellent et s’entrechoquent, tout en questionnant le métier d’artiste et sa longévité.
C’est aussi le spectacle « En chemin »', présenté en avant-première le 8 décembre 2021 au TLH de Sierre (Suisse) en préfiguration de la sortie de non nouvel album. Célina était accompagnée sur scène de Bruno Dandrimont (Christophe Maé, Enzo Enzo, Brigitte Fontaine) à la guitare, Gaël Cadoux ( Electro Deluxe, Ben l'Oncle Soul, Grand Corsp Malade...)  aux claviers, Olivier Balidssera (Anggun, Liane Foly, David Hallyday) à la batterie et Marc Perier ( Hubert Félix Thiéfaine, Julien Clerc, Pascal Obispo, Nouvelle Star) à la basse. Sans oublier Christophe Battaglia ( Yannick Noah, Christophe Maé, Anguun, Céline Dion, Garou) au son et Valentin Jacquaz à la création lumières.
Parallèlement, revenant à la configuration de sa première identité scénique, Célina se produit en solo avec « L’envers de la scène », un nouveau spectacle voix et accordéon. Créé et enregistré le 12 novembre 2022 au Studio Ev-Sounds Emotions à Sion, il privilégie de nouveaux arrangements, la proximité avec le public, une mise en scène totalement dépouillée, un exercice de style en solitaire pour être au plus juste, au plus vrai. Entre les chansons (les plus écoutées du public mais aussi des celles du nouvel album), l’artiste y parle en toute franchise de son rapport à la scène, au public (comment se mouvoir sous les projecteurs, le trac, le partage, exister ensemble…).
Par ailleurs, Célina Ramsauer propose des « Concerts sauvages »', des évènements atypiques hors salles de spectacles, moments de partage décalés et privilégiés, organisés à la demande (pour 25 à 100 personnes) dans des cadres originaux, en configuration minimale, sans artifice ni assistance technique, au cours desquels Célina interprète en solo (voix et accordéon) des chansons de ses 8 albums et dévoile quelques titres de son nouvel et neuvième album.

### Retombées médias
Célina, en chemin vers la scène, envers et contre tout… C’est le titre de l’article que Le Nouvelliste a consacré le 12 novembre 2022 à la chanteuse valaisanne et son actualité. Idem pour la chaîne RTS La Première  dont elle était l’invitée du 12h30 le 4 novembre. La journaliste Coralie Claude l’interviewait notamment sur son nouveau spectacle solo « L’envers de la scène » dont la première a eu lieu le 12 novembre à Sion, son album « En chemin » récemment publié, son parcours et sa démarche. Un mois plus tôt, c’était la chaîne TV régionale Canal 9 qui recevait Célina Ramsauer pour évoquer son actualité multiforme : l’album « En chemin », les nouveaux spectacles, l’édition 2022 du dispositif Chansons sur scène qu’elle a impulsée, la création récente de Musik Valais (association qui fédère les artistes professionnels de la musique) et le titre « Qui vivra verra » qu’elle co-signe sur le nouvel album de Yannick Noah paru le 21 octobre. TV8 a par ailleurs accordé à Célina une belle page le 27 septembre, sous l’intitulé « Chemins de traverse », revenant sur sa participation aux Rencontres d’Astaffort de Francis Cabrel, son parcours et bien sûr son actualité. L'Illustré consacre également une page à la rencontre artistique entre Christophe Battaglia et Célina Ramsauer.

## Accordéon et voix

### Accordéon
Célina Ramsauer a appris l'accordéon en autodidacte. Elle ne se considère pas comme une « grande accordéoniste » mais plutôt comme une compositrice qui travaille avec l'accordéon, qui est alors son « compagnon de chanson », lui permettant d'écrire des chansons et de se produire sur scène. Elle n'utilise pas systématiquement l'accordéon dans ses morceaux : son second album « Célina » est un album enregistré entièrement avec voix et accordéon, et a pour style « musiques du monde ». À l'inverse, son album « 8 » ne comporte pas d'accordéon et a pour styles variété et pop.

### Voix
Concernant le timbre de sa voix, Célina indique qu'elle « n’a aucune mérite » et que ce timbre provient d'une « malformation de naissance de ses cordes vocales ».

## Albums studio

### 1994 - AlbumÀ vous
Cet album, enregistré en Valais, est disponible uniquement sur cassette et sur son site d'artiste. Il a été réalisé sur Revox et contient ses premiers morceaux. Il comporte des arrangements joués à l'aide d'un accordéon sous forme de synthétiseur, de batterie électronique et de son accordéon acoustique.

### 1999 - AlbumCélina
Cet album est son unique album solo voix et accordéon. « Il reflète ses spectacles de cette période où elle jouait sur scène essentiellement seule. Très intimiste, il a été enregistré à Genève au studio Valesco par Denis Margadant et mixé au studio du Flon à Lausanne par Benoît Corboz. »

### 2002 - AlbumAucune frontière
Cet album, dont Marc Berthoumieux assure la direction artistique, a été enregistré dans le même studio que Célina. Il comporte des collaborations avec les artistes suivants : Denis Margadant, Benoît Corboz, Marc Erbetta, Stefano Saccon et Marc Berthoumieux. « Cet album marque un réel changement artistique entre le monde intimiste du solo voix-accordéon et celui de l’arrangement de choix. »

### 2005 - AlbumEnsemble au-delà des frontières
Enregistré en Valais au studio Madrigal par Emmanuel Villani et masterisé au studio du Flon par Benoît Corboz, cet album inclut la toute première version du morceau « Ensemble ». 3 personnalités lisent les textes écrits par Rafaël Rausis, avec pour thèmes son vécu et « la richesse de la diversité » : Zoé Eggs, Bernard Verley et Pierre Barouh. Dans cet album, « Célina Ramsauer souligne son attachement pour la richesse de la diversité. » On y trouve les musiciens Stéphane Chapuis à l’accordéon ou Popol Lavanchy à la contrebasse.

### 2007 - AlbumTout et trois fois rien
Mixé par Christophe Battaglia et masterisé par Jean-Pierre Chalboz, cet album comporte le morceau Lettre à Monsieur Moustaki, « co-écrit et interprété avec Georges Moustaki ». Cette chanson est présente sur « Solitaire » le dernier album de Georges Moustaki. Une autre collaboration, Au berceau de la terre, y figure. Elle a été réalisée avec l’artiste camerounais Joseph Ebodé. Le titre Qui sommes-nous a été écrit pour le 20e anniversaire de la Convention des Nations unies ayant pour thème les droits de l’enfant.

### 2009 - SingleEnsemble
Réarrangé par Christophe Battaglia, ce single a été enregistré à Paris. C'est une collaboration avec Georges Seba ainsi que le chœur gospel de Paris. Il est destiné à être l'hymne à la Francophonie en accord avec l’OIF.

### 2010 - Single «J’ai besoin de toi»
Ce morceau écrit et composé par Célina est une collaboration avec Henri Dès. Il est également présent sur l’album « Ensemble ».                        

### 2011 - Album  «Ensemble»
C'est le 6e album de Célina Ramsauer. Il comporte 22 collaborations avec des amis et artistes : Henri Dès, Marc Berthoumieux, Richard Bona, Yann Lambiel, Teófilo Chantre, Georges Seba, le Chœur Gospel de Paris, Moncef Genoud, Emmanuelle Cosso-Merad et François Welgryn.

### 2015 - AlbumTransmission
Cet album; dirigé par Christophe Battaglia, comporte : une chanson inédite de Georges Moustaki qu'il a écrite en 1957 et offerte à Célina en 2011. Pour la chanteuse, « La particularité de cet album est qu’il raconte une histoire de transmission du début à la fin, c’est également sa pochette sur laquelle on trouve en couverture trois regards, celui de Georges, de mon fils et de moi-même. » La chanson Mon fils qu'il comporte, est dédié à son enfant (âgé de 12 ans en 2015). L'album comporte les musiciens suivants : Robson Galdino, Julio Gonçalves, Christophe Battaglia, Raul Mascarenhas, Zeca Mauricio, Thérèse Henry, Fabrice Thompson, Kim Dan Lê Oc Mach et Teófilo Chantre.

### 2018 - Album8
C'est le 8e album de Célina Ramsauer. Il comporte le titre « Le grand 8 » qui parle de l’énergie humaine. Une collaboration, « Artisan », avec Georges Seba et le Chœur Gospel de Paris, y est présente. Le titre « Patouch » a pour thème les violences physiques et psychologiques faites aux enfants. Les musiciens suivants ont joué sur l'album : Bruno Dandrimont, Damien Schmitt, Christophe Negre, Christophe Battaglia et Anthony Fournier.

### 2020 – Single «Faudrait qu’on s’en souvienne» et album «Best Of»
Célina publie au printemps 2020 le single inédit « Faudrait qu’on s’en souvienne », inspiré du semi-confinement,, puis quelques mois plus tard, l'album « Le Best Of » qui contient 21 des chansons qu'elle considère comme « les plus marquantes de son répertoire et les plus significatives de son écriture »,. Y figure aussi, sur la version numérique de l'album, le titre Faudrait qu’on s’en souvienne.

### 2022 - Album "En Chemin"
« En chemin », qui donne son nom à l’album, est une chanson d’espoir sur ce monde en chemin, en référence aux mouvements sociétaux que nous vivons. « Tu pourras » parle de nos propres choix, le ying et le yang, l’équilibre et le déséquilibre qui vit en chacun, « Zéina » sur un enfant africain qui doit chaque jour faire un long parcours pour aller à l’école et pouvoir apprendre, « Quelque chose qui nous lie » sur son ressenti d’artiste, le parcours qui la lie à son public, « Musique » ou l’amie fidèle qui la guide depuis toujours, « De belles histoires » évoque l’amour qui avance avec l’âge, réinventé au fil du temps. « Promesses d’avenir » fait référence à la création de Célina, à tout ce qu’elle met dans ses chansons. « Jour après jour » évoque le monde de l’artiste, ses hauts et ses bas, le voyage incessant entre le feu des projecteurs et l’anonymat total. « Faudrait qu’on s’en souvienne », chanson créée durant la pandémie pour ne jamais oublier, pour en tirer les leçons et avancer différemment. Et « Juste là » sur le monde d’aujourd’hui et l’incertitude de demain, et comment être soi dans l’immensité numérique et la communication à outrance.
L’album a été entièrement enregistré au studio La Battamobile à Villejuif, sous la houlette de Christophe Battaglia (réalisation, arrangements, clavier, programmation) avec Cyril Tarquiny aux guitares acoustiques et électriques, et la participation du Chœur Gospel de Paris, de Christophe Guiot, violoniste de l’Opéra de Paris, et de la violoncelliste Estelle Revaz.

## Rencontres importantes

### Luc Plamondon
En 2001, l'auteur Luc Plamondon demande à Célina Ramsauer de chanter sur le single « L’un avec l’autre » - Romano Musumarra est le compositeur de ce single.

### Georges Moustaki
En 2005, Célina écrit une lettre à Georges Moustaki pour lui signifier son respect pour son morceau « Les Mères Juives »,. C'est six mois plus tard, lors d'un festival en Bulgarie lors duquel ils sont tous deux programmés, qu'elle apprend par Georges Moustaki lui-même qu'il n'a jamais reçu sa lettre. Ce thème inspirera alors les deux artistes à écrire le titre « Lettre à Monsieur Moustaki ». Célina est invitée par Georges Moustaki à participer à son spectacle à ses deux Olympia en 2008,. C'est ensuite qu'ils démarrent une tournée en co-plateau,. Le titre offert par Georges Moustaki, est présent sur l'album « Transmission » de Célina Ramsauer, dédié à son fils et à Georges Moustaki. Une partie de l'histoire de Célina et Georges figure dans la biographie officielle de Georges Moustaki : « Une Vie » de Louis-Jean Calvet aux éditions Archipel. En 2008, Célina et Georges Moustaki se produisent sur le plateau des Coups de Coeur d'Alain Morisod.

### Christophe Battaglia
En 2004, Célina est à la recherche d'un arrangeur pour son titre ENSEMBLE et rencontre alors Christophe Battaglia grâce à Nathalie Maillard, une amie travaillant chez Sony BMG à Paris et Robert Goldman. Christophe Battaglia deviendra l’arrangeur et réalisateur de tous les titres de Célina,.

### Francis Cabrel
En 2009, Célina participe à la 30e session, session anniversaire des Rencontres d’Astaffort, en compagnie de « Francis Cabrel, Maxime Le Forestier, Emily Loizeau, Daby Touré, Charlie, Lili Ster, Jérôme Musiani, David Manet, François Welgryn, Salomé Leclerc, Ariane Marhÿque, Olivia Auclair, Chloé Clerc, Emmanuelle Cosso-Merad, Sylvain Reverte, Marc Estève et Eric Lablanche ».

## Autres projets artistiques

### Participations aux albums d'autres artistes
En 2001, Célina Ramsauer enregistre sa voix et son accordéon sur le morceau « L’un avec l’autre » de Luc Plamondon et Romano Musumarra. Son titre « Envie de toi » est présent sur la compilation Top France au Mexique (2006). Célina figure aussi en 2009 sur l’album « Solitaire » de Georges Moustaki avec sa chanson « Lettre à Monsieur Moustaki ».
Célina Ramsauer signe les paroles de la chanson « Qui vivra verra » qui figure sur le nouvel album de Yannick Noah, « La Marfée », publié le 21 octobre 2022 sur le label Play Two.

### Musiques de film
En 2000, Célina compose la musique pour le court métrage « Complices d’un jour » de Véronica Duport. En 2014, alors qu'elle revient d'une tournée au Viêt Nam, Célina se voit proposer d’écrire des musiques originales pour le film « Ce n’est pas une vie que de ne pas bouger » réalisé par Stéphane Kleeb (un film qui relate la vie d’Alexandre Yersin (1863-1943)).

### École de la chanson - Au fil de la chanson
En 2016, Célina fonde, avec le Docteur Clara Clivaz, une école dont le premier but est d'apprendre aux participants le travail sur 4 aspects de la chanson : l’écriture, la composition, la voix et l’interprétation. L'autre but de cette structure, baptisée Au Fil de la chanson, est également de permettre aux participants d'améliorer leur développement personnel. Célina y dispense les cours sous forme de séminaires à thème,. Ce concept est à ce jour unique en Suisse.

#### Chansons sur Scène
L’édition 2022 de « Chansons sur scène »,  3ème édition, impulsée et dirigée par Célina Ramsauer en collaboration avec l’EJMA Valais, s’est conclue les 15 octobre à Venthône, 16 octobre à Fribourg et 23 octobre à Sierre par les représentations publiques de 8 artistes : Pierre Ducarroz, Aloïs Biner, Mariel Flamarion, Claude Guldenmann, Céline Lema, Marie Lipp, Pauline Rochat et Avril Van Hooste. L’initiative annuelle vise à former des artistes sensibles à la création culturelle, à travers les trois volets d’auteur, compositeur et interprète et à les emmener sur scène avec leurs propres chansons en 6 mois de travail encadré par des professionnels de chaque domaine.

### Conthey Show
En 2019, Célina fonde, dirige et programme la structure Conthey Show,,, qui prend place dans la nouvelle Salle polyvalente de Conthey,.

### Le Cercle des Amis de Célina
l'association « Le Cercle des Amis de Célina » a été fondée le 21 juin 2002. Cette association a pour fondateurs Jean-Marc Genier et Rita Salamin. Elle réunit une palette de personnes influentes, avec l’objectif de promouvoir la carrière de l’artiste, de soutenir son développement à moyen et long terme, ainsi que les valeurs humaines et de dialogue sur lesquelles elle s’appuie - L'association a fêté ses 20 ans lors d’une soirée festive organisée le 21 juin 2022 à Sierre au lieu dit "La place du Séquoïa" dont l'artiste en est la marraine. Le Cercle compte une centaine de membres et amis.

## Engagements

### Éthique
Les chansons de Célina Ramsauer ont pour thème principal l'humain,.

### Implication et causes
Elle est engagée pour diverses causes depuis plusieurs années. Parmi elles, on retrouve la cause des enfants et celle de la richesse de la diversité dans le monde,. En voici une liste :
En 2002, elle rend hommage, dans son morceau Mère de Calcutta, à « toutes les personnes qui œuvrent pour le bien d’autrui. »
En 2003, elle compose et produit le titre « Ensemble » qui parle de la richesse de la diversité.
En 2009, elle écrit le titre Qui sommes-nous pour la célébration du 20e anniversaire de la Convention des Nations Unies relative aux droits de l’enfant du 20 novembre 2009 .
En 2010, elle écrit le titre J’ai besoin de toi, qui a pour but de soutenir la recherche sur le cancer de l’enfant. Henri Dès y enregistre sa voix.
En 2018, elle écrit et compose le titre Patouch pour dénoncer le silence qui entoure les actes de violence subies par les enfants. La même année son titre JOIE voit le jour. Il a pour but de soutenir l'association « Joy for the planet ». À l'occasion de la journée contre la discrimination, elle organise la réalisation d'une œuvre géante de 300 pièces à Sierre, sur la place de l'hôtel de ville.

### Engagement Politique - Constitution
Le 4 mars 2018, l’initiative populaire en faveur d’une révision totale de la Constitution cantonale est acceptée par la population valaisanne (Suisse). Le 25 novembre de la même année, Célina Ramsauer est élue en tête de liste du mouvement Appel Citoyen, et fait donc partie de la Constituante (130 membres). Les élus de cette Constituante se retrouvent le 17 décembre 2018 à Sion afin de travailler à la révision totale de la Constitution cantonale. Célina assure la vice présidence de la commission traitant des droits fondamentaux.

### Collectif Culturel
En 2020, la Crise du Covid 19 a eu un impact de plein fouet surla culture. Sur impulsion de l'artiste Estelle Revaz le Collectif Culturel se met en place pour agir sur le plan national auprès des parlementaires en Suisse et défendre tous les secteurs culturels affectés. Célina Ramsauer constitue ce collectif aux côtés de Estelle Revaz, Franziska Heinzen, Elise Lehec Da Costa, Jean-Philippe Jutzi et Jean-Marc Genier.

### Création de Musik Valais
Célina Ramsauer, avec Franziska Heinzen et Christian Zufferey, sont à l’initiative de la création en août 2022 de l’association Musik Valais, une « faîtière » qui se donne pour mission de fédérer les artistes et les professionnel.le.s de la musique du canton du Valais en Suisse, et de représenter leurs intérêts à l’intérieur comme à l’extérieur du territoire. Rassemblant les pendants alémanique et romand du Valais, tous les styles de musique et tous ses intervenants, elle a parmi ses premiers objectifs de cartographier le monde de la musique en Valais et d’en dresser un état des lieux.

## Performances et défis

### 1998
En mai 1998 à l'occasion des premiers championnats du monde de saut à l'élastique au Pont suspendu de Niouc en Valais, c'est assise dans une sorte de harnais que Célina Ramsauer a joué de l'accordéon et chanté son répertoire. Ce pont est l'un des plus haut pont suspendu d'Europe avec 190 mètres, il se situe en Suisse dans le Canton du Valais au dessus de la Navizence.

### 2019
Le 15 septembre 2019, entre 12h30 et 13h, Célina Ramsauer a réalisé une autre performance unique au monde, 20 ans après son premier défi sur le même site. Cette fois ci l'artiste a joué et chanté accrochée à une tyrolienne au dessus de 190m de vide,.

## Théâtre
Célina se produit dans des pièces de théâtre dès 1995 :
- 1995 : « Le Vent dans les Cheveux » mis en scène par André Schmidt
- 2005 : « Ensemble au-delà des Frontières » avec Zoé, Rafaël, Bernard Verley
- 2009 : « On y sera ! » une pièce de et jouée par Célina et Sara Barman
- 2011 : « Des Raisons d’espérer » avec Zoé, une pièce de Michel Viala
- 2012 : « Quisaitout et Grosbêta » avec Zoé, une pièce de Coline Serreau
- 2012 : « Millésime 2012 », de et jouée par Célina, Zoé, Frédéric Mudry et Sophie Mudry
- 2014 : « Léon, Maupassant et moi », nouvelles de Maupassant interprétées en solo par Célina
- 2016 : « FIIRO » Lettres de grands auteurs lues par Célina et Lamine Konté
- 2017 : « Déjà-Vu » Une pièce de et jouée par Célina et Jean-Pierre Gos [74]
- 2020 : « On n’est pas si ringards » Une pièce de et jouée par Célina, Anthony Fournier et Yves Moulin

## Spectacles musicaux
Célina Ramsauer a participé et écrit ses spectacles musique :
- 1984 : « World » avec le Coccinell’Band
- 1994 : « À Vous » en solo
- 1999 : « Célina » en solo
- 2003 : « Aucune frontière » Célina Ramsauer avec musiciens
- 2008 : « Tout et trois fois rien » Célina Ramsauer avec musiciens
- 2011 : « Cher Mignon » avec Moncef Genoud[75]
- 2011 : « Ensemble » avec Musiciens et invités
- 2011 : « Léon et moi on vit ensemble » en solo
- 2015 : « Transmission » en solo
- 2016 : « Transmission-Ensemble » avec musiciens
- 2016 : « Entre deux continents » avec Teofilo Chantre et musiciens
- 2016 : « Transmission » avec le Constellation Brass Band
- 2019 : « 8 » version solo et avec musiciens
- 2020 : « Concerts sauvages » ; donnés en solo voix-accordéon dans des lieux atypiques sans apports techniques
- 2022 : " En Chemin" version avec musiciens
- 2022 : "L'envers de la scène" - solo voix-accordéon

## Filmographie
- 2010 : La cour de création de Francis Cabrel et Patrick Savey, son titre "Emmène-moi là-haut" en est le générique.
- 2011 : Passe-moi les jumelles La Petite Tonkinoise
- 2019 : Woman de Yann Arthus-Bertrand

## Radio
En 2013, Célina accomplit sa formation en tant qu'animatrice radio puis est productrice et animatrice de l’émission Escale en Francophonie, consacrée à la chanson francophone, sur Radio Chablais (Suisse). En 2018, elle y parle de Patouch, une chanson qu'elle a écrite afin de "briser le silence des enfants victimes de maltraitances".